# Operazione Prato
Per Operazione Prato (in portoghese Operação Prato) s'intende un'inchiesta condotta dall'Aeronautica militare brasiliana fra il 1977 e il 1978 a seguito dei presunti avvistamenti UFO di Colares, fenomeni verificatisi nel 1977 in Brasile nella città di Colares.
Gli investigatori hanno chiuso l'indagine affermando di non avere trovato nessun fenomeno insolito.  

## Gli avvistamenti
Nel 1977 furono segnalati numerosi avvistamenti di UFO nella città brasiliana di Colares. Diversi residenti locali affermarono di avere avvistato in cielo luci di varie forme e colori che in alcuni casi avrebbero attaccato gli esseri umani con raggi luminosi, provocando sui loro corpi ferite e segni di bruciature. Alcuni abitanti lamentarono la sensazione di avere subito un prelievo di sangue, per cui le strane luci vennero chiamate "Chupa Chupa" (letteralmente Succhia-Succhia). Credendo che avrebbero tenuto lontane le luci, i residenti di Colares organizzarono veglie notturne, accesero fuochi e spararono fuochi d'artificio. Il sindaco di Colares, José Ildone Favacho Soeiro, chiese aiuto all'Aeronautica militare brasiliana.

## L'indagine
I militari organizzarono un’indagine sul campo che chiamarono Operação Prato (che in portoghese significa letteralmente "Operazione piatto"), affidandone il comando al capitano Uyrangê Bolivar Soares Nogueira de Hollanda Lima. Durante la seconda metà del 1977, i militari scattarono diverse foto di strane luci. Dopo circa quattro mesi, la presenza dei militari riuscì a riportare la pace e l'ordine nella zona. L'indagine sul campo terminò ufficialmente nel dicembre 1977, ma i documenti ufficiali riportano che durante il 1978 furono effettuate altre missioni. L'indagine fu chiusa senza avere trovato prove conclusive di fenomeni insoliti. I documenti dell'indagine sono stati desecretati e sono custoditi dall'Archivio nazionale del Brasile. 

## Affermazioni degli ufologi
Secondo alcuni ufologi, 400 persone sarebbero state colpite da luci che avrebbero succhiato il loro sangue. Gli esami medici sulle vittime effettuati dal dott. Wellaide de Oliveira hanno effettivamente riscontrato segni di anemia, tuttavia non ci sono prove complete che i presunti UFO abbiano prelevato una parte del loro sangue. Secondo l'ufologo Jacques Vallée, alcuni individui sarebbero morti a causa dei raggi luminosi sparati su di loro dagli UFO e le loro ferite erano compatibili con gli effetti delle radiazioni da microonde.

## Teorie del complotto
Nel 1997, vent'anni dopo l’Operazione, il capitano Uyrance, ormai in pensione, ha rilasciato un'intervista agli ufologi Ademar José Gevaerd e Marco Antonio Petit, dove ha raccontato i dettagli delle operazioni condotte con i suoi uomini. Tre mesi dopo l'intervista è stato trovato morto nella sua abitazione dopo essersi apparentemente impiccato usando la cintura del suo accappatoio, attirando l'interesse dei teorici delle teorie del complotto.

## Ipotesi
La comunità ufologica brasiliana ritiene che i fenomeni verificatisi a Colares fossero di origine extraterrestre e che le vittime siano state ustionate e vampirizzate nel corso di esperimenti condotti da esseri alieni. All'epoca degli avvistamenti, alcuni scettici hanno ipotizzato scariche elettriche provocate da qualche fenomeno atmosferico. In una tesi di dottorato del 2016 dell'Università di Brasilia, è stato ipotizzato che il fenomeno sarebbe spiegabile con comportamenti sociali, cause psicologiche e fenomeni aerei originati da operazioni aeree non ancora chiarite condotte con tecnologie non convenzionali.